# Здраво мисли
Здраво мисли, раније Здрави са др Катарином Бајец, српска је ток-шоу телевизијска емисија чије су ауторке докторка Катарина Бајец и Оливера Драганић која се емитује од 13. октобра 2019. године на каналу Нова.
Др Катарина Бајец кроз разговор са еминентним стручњацима али и својим саветима омогућава широком аудиторијуму да сазна све о неком битном и актуелном медицинском проблему. Кроз истините приче обичних људи али и јавних личности, о њиховим здравственим проблемима, недоумицама које их прате, емоцијама са којима се суочавају, руше се табуи о одређеним обољењима и стањима.
У другој сезони (2020-2021) емисија мења име, сценографију и визуелни идентитет, а новинарка Оливера Драганић више није део уредничког тандема.